# Ikonografia

Obraz Ambasadorowie (1533) Hansa Holbeina (młodszego) jest złożonym dziełem, którego ikonografia pozostaje przedmiotem dyskusji

Ikonografia (gr. eikonograhpia - 'przedstawienie, wyobrażenie' od eikon - 'obraz', grahpia - 'opis')  – dziedzina badań historii sztuki, której zadaniem jest opis i interpretacja elementów treściowych i symbolicznych w dziełach sztuki. Termin użyty w piśmiennictwie greckim jako eikonographia ma oznaczenie przedstawienia obrazowego. 
W literaturze o sztuce występowała sporadycznie dopiero od drugiej połowy XVII wieku. Ikonografia oznaczała wówczas głównie opatrzony biograficznymi wyjaśnieniami zbiór portretów wybitnych osób ze starożytności oraz współczesności. Jednocześnie, od początku XVI wieku, łaciński termin icones określał wyobrażenia scen z życia Jezusa i świętych. 
Dopiero w XIX wieku wszedł w powszechne użycie termin „ikonografia”, mający 3 odrębne, jednocześnie rozwijające się działy: ikonografię portretową, sakralną i przyrodniczą. W pierwszej połowie XIX w., w związku z żywym zainteresowaniem sztuką średniowiecza, zaczęły ukazywać się pierwsze podręczniki ikonograficzne — nauki o tematach występujących w sztuce. W pierwszym 30-leciu XX wieku ikonografia stała się metodą, która łącząc analizę stylu z analizą ikonograficzną, wyjaśnia symboliczne i alegoryczne przedstawienia sztuki dawnej. 
Teoretyczne podstawy takiej metodzie badawczej dał E. Panofsky, który wyróżnił najgłębszą interpretację treściową dzieła sztuki –  jest to tzw. interpretacja ikonologiczna, której celem jest wykrycie treści dzieła sztuki jako zjawiska historycznego odzwierciedlającego sytuację polityczną, społeczną, ideologiczną i artystyczną. Zdaniem Panofskiego ikonologię należy pojmować jako ikonologię interpretującą. Jest to także nauka pomocnicza historii.